# Joseph Roumanille
Joseph Roumanille (en provençal : Jousé Romaniho ou Josèp Romanilha en graphie classique), né le 8 août 1818 à Saint-Rémy-de-Provence, mort le 24 mai 1891 à Avignon, est un écrivain, libraire et éditeur français de langue occitane. 
Avec Mistral, il est le principal concepteur de la graphie provençale moderne, dite norme félibréenne ou mistralienne en l'honneur de Frédéric Mistral, un ardent défenseur de la culture occitane et prix nobel de littérature.

## Biographie
Il est le fils de Jean-Denis Roumanille et de Pierrette Piquet. Après avoir résidé dans un mas du quartier des Jardins, la famille alla s'installer, vers 1829, près du quartier de la Porte du Trou à Saint-Rémy-de-Provence. C'est là que, au premier temps du Félibrige, il recevait ses amis.[réf. nécessaire]
À partir de 1834, Roumanille fit ses études au collège de Tarascon dans les Bouches-du-Rhône, où il a entre autres comme professeur le poète breton Émile Péhant. Après avoir travaillé comme clerc de notaire dans la même ville entre 1836 et 1839, il publie ses premiers vers dans l'Écho du Rhône. Il travaillera ensuite comme surveillant et professeur à Nyons dans la Drôme et au collège Dupuy à Avignon où il rencontrera Frédéric Mistral, l'un de ses élèves.[réf. nécessaire]

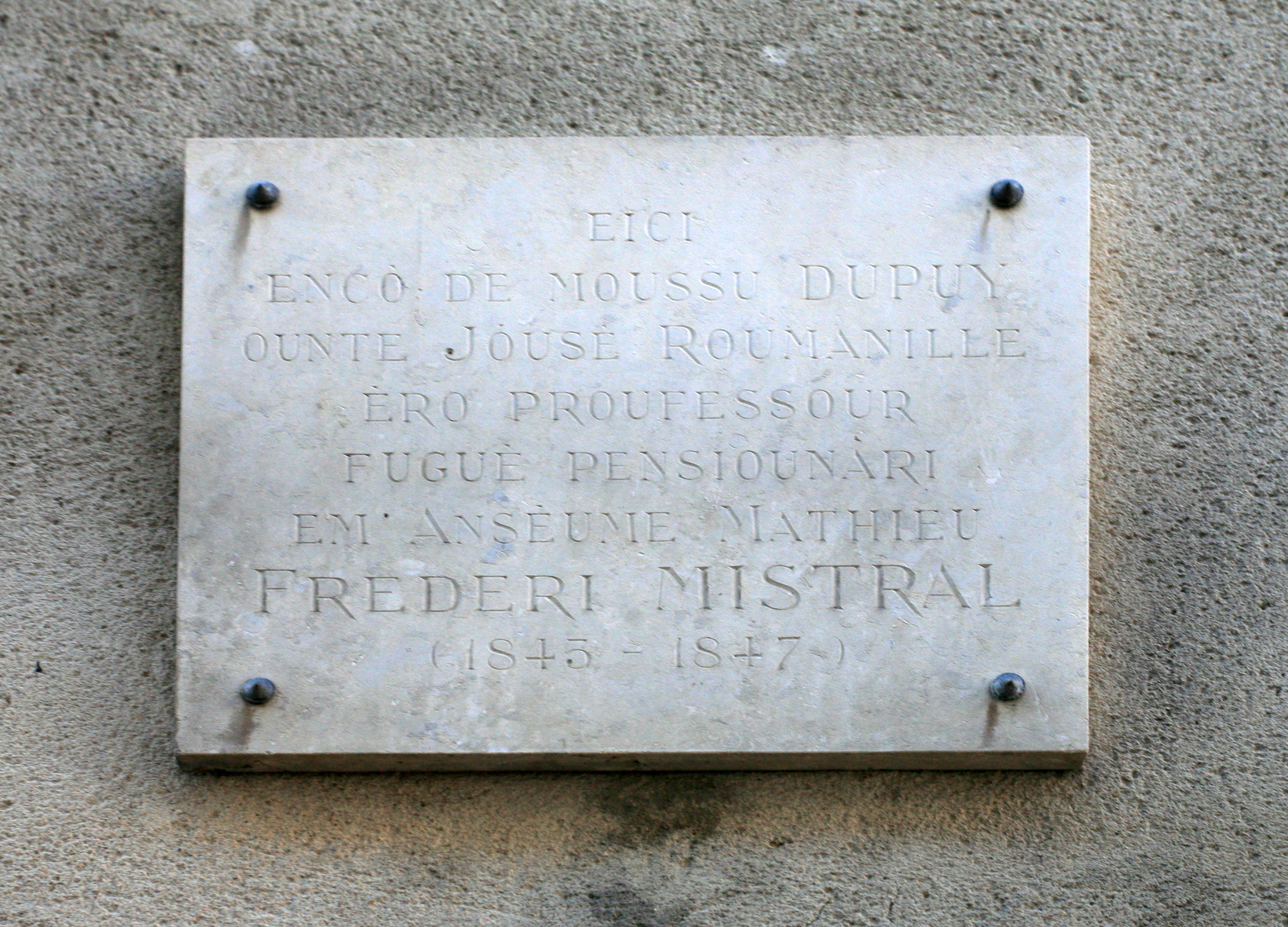
Plaque apposée sur le collège de la rue Louis Pasteur d'Avignon où Joseph Roumanille eut comme élèves Anselme Matthieu et Frédéric Mistral

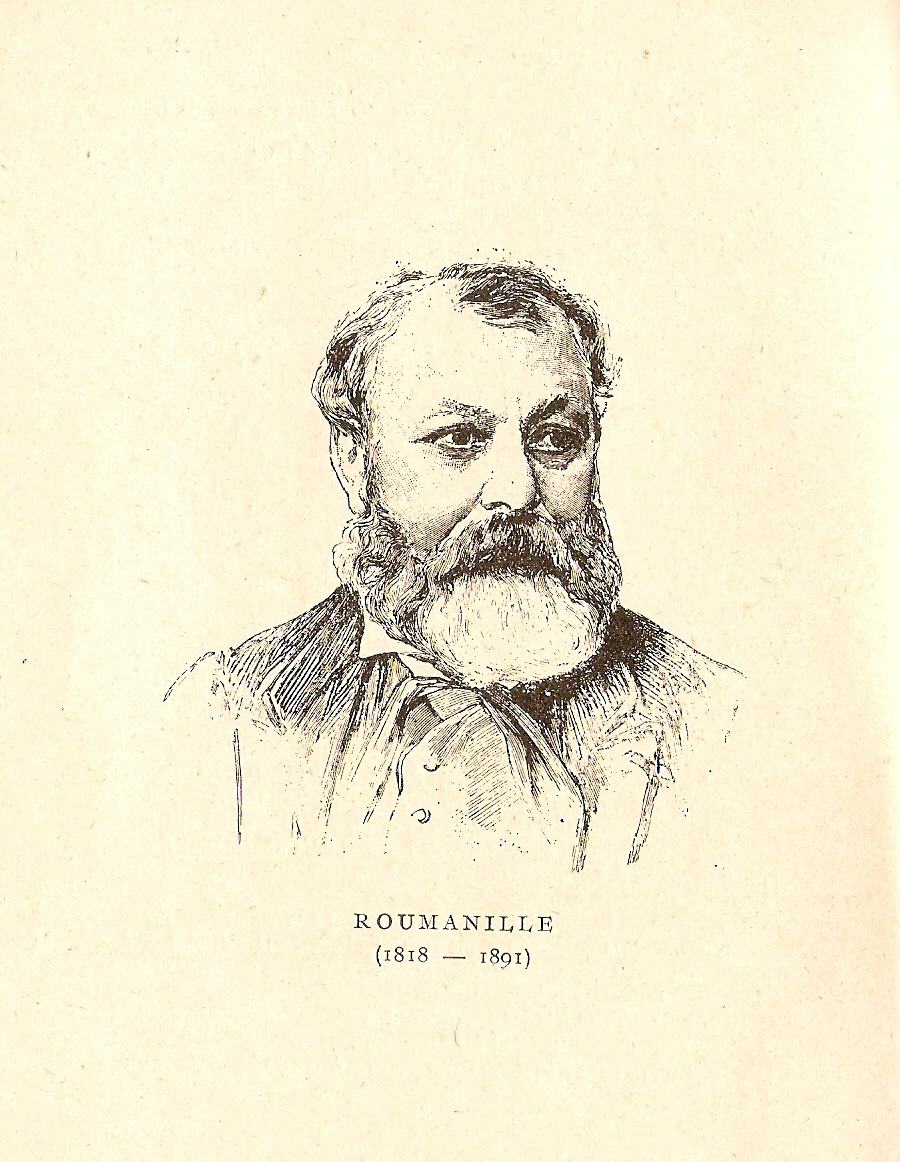
Roumanille

Quand il enseignait à Nyons, il collabora avec Lou Bouil-abaïsso de 1841 à 1845, et publia son premier livre Louis Gros et Louis Noé ou un drame dans les carrières de St-Remy en 1849.
En 1854, au château de Font-Ségugne (commune de Châteauneuf-de-Gadagne, Vaucluse), il est cofondateur du Félibrige (sous le patronage de sainte Estelle).
Il devient libraire-éditeur sur Avignon en 1855. Sa maison d’édition éditera Armana prouvençau (l’Almanach provençal) ou encore Mireille de Mistral.

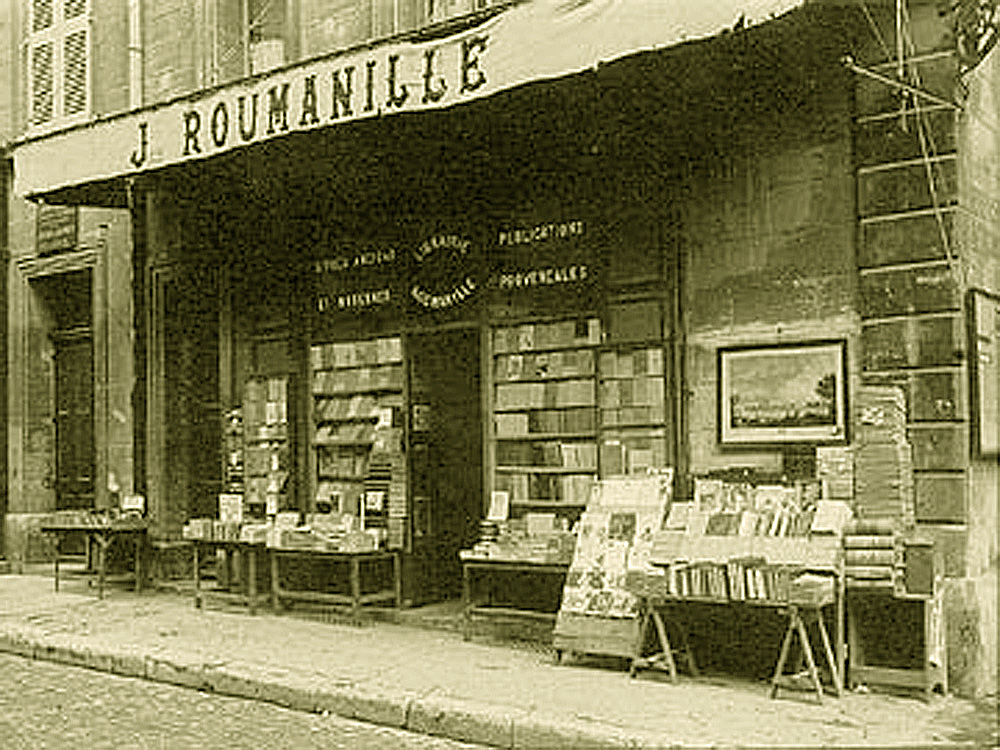
Librairie Roumanille, rue Saint-Agricol, Avignon.

Lorsqu'en 1862 le Félibrige s’organise en association, Roumanille est nommé son secrétaire.
Il était l'époux de la félibresse Rose-Anaïs Gras, sœur de Félix Gras.

### Divers
Il fut élu majoral du Félibrige en 1876.
Il publie des feuilletons dans la presse régionale en français et en provençal.
En hommage à son quartier, il baptisa sa cigale d'or, Cigalo di jardin.
Le lycée de la ville de Nyons porte le nom de Lycée Roumanille. La bibliothèque municipale de Saint-Remy-de-Provence porte depuis 1990 le nom de Bibliothèque Joseph-Roumanille.

### Mort
Roumanille meurt le 24 mai 1891, dans la matinée. Ses obsèques eurent lieu le 26 mai 1891 à Avignon, puis il fut inhumé au cimetière de Saint-Rémy-de-Provence dans la même tombe que celle de ses parents.

## Le Félibrige
Le Félibrige a été fondé le 21 mai 1854 par 7 Provençaux qui sont Roumanille, Mistral, Théodore Aubanel, Jean Brunet, Paul Giéra, Anselme Mathieu et Alphonse Tavan. Roumanille fut un des membres les plus actifs du groupe fondateur.
Selon Robert Lafont, Roumanille « voulait habiller décemment la Muse provençale... Pour Roumanille, les convictions chrétiennes et traditionnelles qui étaient les siennes ne sont pas séparables de l'usage du provençal. Il [...] n'admet pas que sa langue puisse servir à autre chose qu'à maintenir le menu peuple dans le sentier de la vertu, aussi bien politique que morale ».

## Œuvres
- Louis Gros et Louis Noé : ou un drame dans les carrières de St-Remy[5]
- Li Margarideto (Les Pâquerettes, 1847)
- Li Capelan ( Les prêtres ), Seguin, Avignon, 1851.
- Li sounjarello, Seguin, Avignon, 1852.
- Li prouvençalo (Les Provençales, 1852).
- La Campano mountado (1857).
- Lou Mege de Cucugnan. Lou Colera, illustré par Charles-François Combe (1868).
- Lis Entarro-chin : galejado boulegarello, illustré par Combe, (1874).
- Li Nouvé (1180)
- Li Conte Prouvençau (Contes Provençaux, 1884 et 1889)[6]

## Odonymie
(Liste non exhaustive)

## Pour approfondir